# Skuggspröding
Skuggspröding (Psathyrella jacobssonii) är en svampart som tillhör divisionen basidiesvampar, och som beskrevs av L. Örstadius. Skuggspröding ingår i släktet Psathyrella, och familjen Psathyrellaceae. Enligt den finländska rödlistan är arten nära hotad i Finland. Enligt den svenska rödlistan är arten otillräckligt studerad i Sverige. Arten förekommer i Götaland, Svealand och Nedre Norrland. Artens livsmiljö är källor.